# Бейрут (вилайет)
Бейрут (тур. Beyrut Vilayeti, араб. ولاية بيروت‎) — один из вилайетов Османской империи.

## История
Он был создан из прибрежных районов вилайета Сирии в 1888 году благодаря резко усилившейся важности своей столицы, Бейрута, который испытал значительный экономический рост в предыдущие годы. На 1907 год через Бейрут проходило 11 % международной торговли Османской империи.
Он простирался от Яффы до портового города Латакия.
Граничил с вилайетом Сирии на востоке, вилайетом Алеппо на севере, автономным мутасаррыфатом Иерусалима на юге и Средиземным морем на западе.
В начале XX-го века имел площадь 30490 км², а в соответствии с предварительными результатами первой османской переписи 1885 года (опубликована в 1908 году) имел население в 533 500 человек.
Существовал до 1917 года, до занятия территории вилайета войсками союзников в Первой мировой войне. Официально прекратил существование в 1920 году, после подписания Севрского мирного договора

## Административное деление вилайета Бейрута
Санджаки:
1. Санджак Бейрута
2. Санджак Акко
3. Сайджак Латакии
4. Санджак Наблуса

## Карты

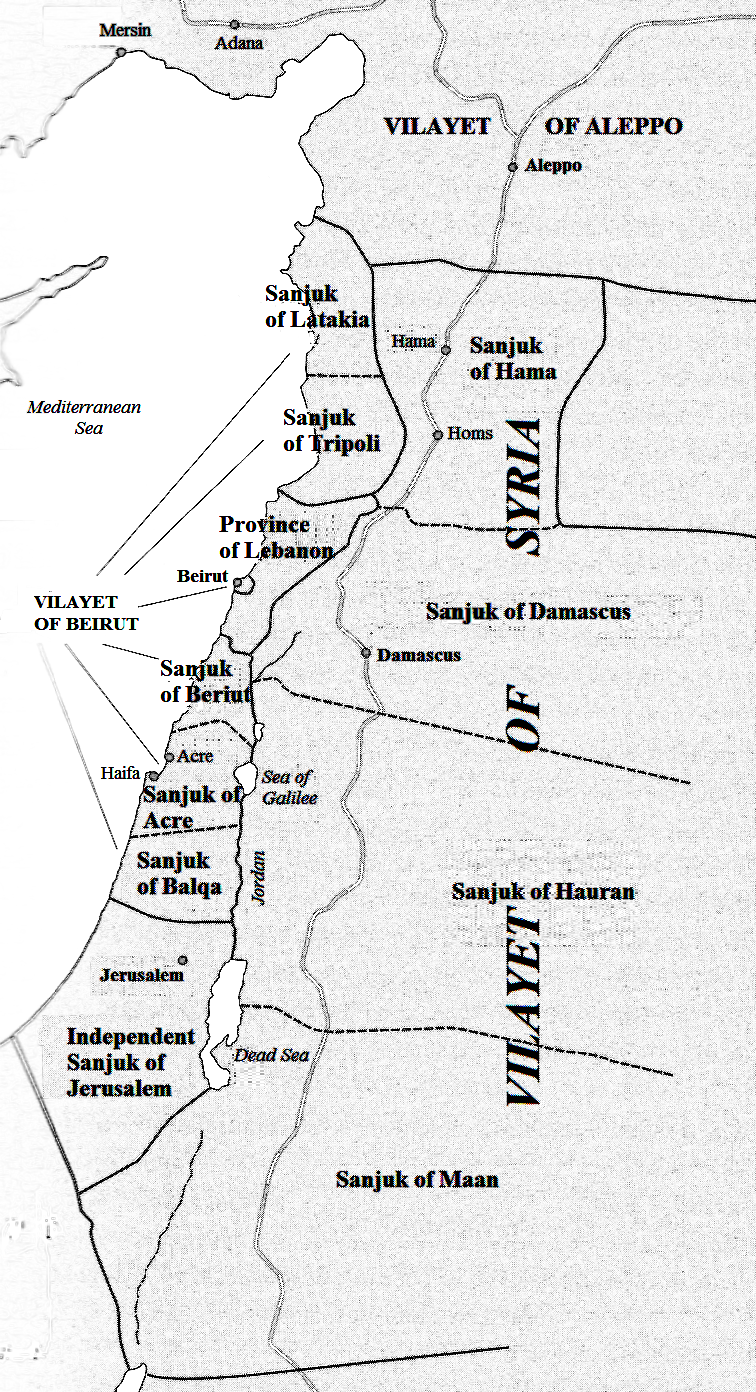
Карта османского Леванта
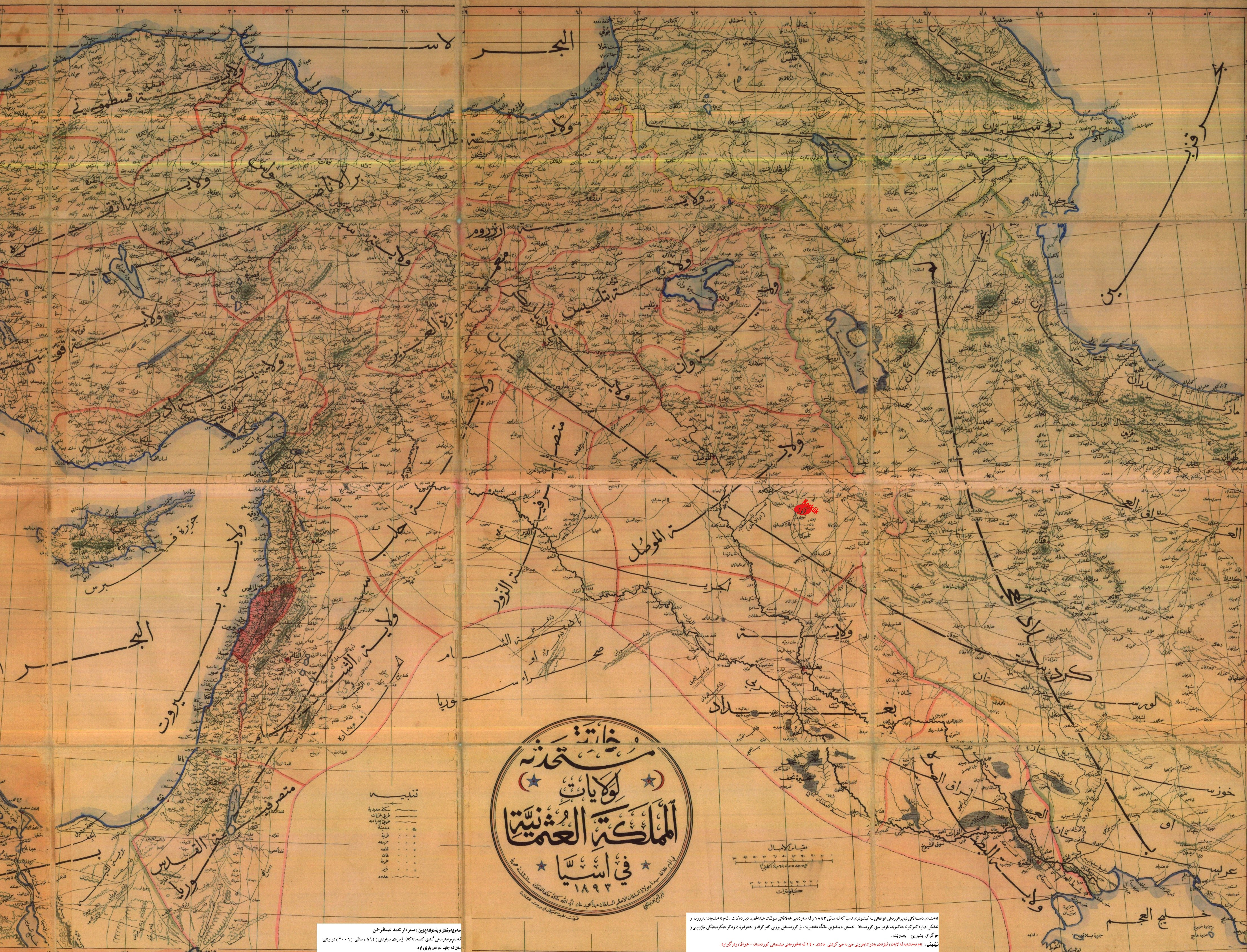
Карта административного деления османской Азии в 1893 году

## Ссылка
- Chisholm, Hugh. Beirut ( (англ.)) // Энциклопедия Британника Одиннадцатое («Кембриджское») издание. — Cambridge University Press, 1911.